# Mètode de Jacobi
En àlgebra lineal numèrica, el mètode de Jacobi és un algorisme iteratiu per determinar les solucions d'un sistema d'equacions lineals estrictament dominant en diagonal. Es resol cada element diagonal i es connecta un valor aproximat. A continuació, el procés s'itera fins que convergeix. Aquest algorisme és una versió reduïda del mètode de transformació de Jacobi de diagonalització de matrius. El mètode porta el nom de Carl Gustav Jacobi Jacobi.
Es defineix:
{\displaystyle A\mathbf {x} =\mathbf {b} }
sigui un sistema quadrat de n equacions lineals, on:
{\displaystyle A={\begin{bmatrix}a_{11}&a_{12}&\cdots &a_{1n}\\a_{21}&a_{22}&\cdots &a_{2n}\\\vdots &\vdots &\ddots &\vdots \\a_{n1}&a_{n2}&\cdots &a_{nn}\end{bmatrix}},\qquad \mathbf {x} ={\begin{bmatrix}x_{1}\\x_{2}\\\vdots \\x_{n}\end{bmatrix}},\qquad \mathbf {b} ={\begin{bmatrix}b_{1}\\b_{2}\\\vdots \\b_{n}\end{bmatrix}}.}
Aleshores, A es pot descompondre en una component diagonal D, una part triangular inferior L i una part triangular superior U:
{\displaystyle A=D+L+U\qquad {\text{on}}\qquad D={\begin{bmatrix}a_{11}&0&\cdots &0\\0&a_{22}&\cdots &0\\\vdots &\vdots &\ddots &\vdots \\0&0&\cdots &a_{nn}\end{bmatrix}}{\text{ i }}L+U={\begin{bmatrix}0&a_{12}&\cdots &a_{1n}\\a_{21}&0&\cdots &a_{2n}\\\vdots &\vdots &\ddots &\vdots \\a_{n1}&a_{n2}&\cdots &0\end{bmatrix}}.}
A continuació, la solució s'obté iterativament mitjançant
{\displaystyle \mathbf {x} ^{(k+1)}=D^{-1}(\mathbf {b} -(L+U)\mathbf {x} ^{(k)}),}
on {\displaystyle \mathbf {x} ^{(k)}} és la k- èsima aproximació o iteració de {\displaystyle \mathbf {x} } i {\displaystyle \mathbf {x} ^{(k+1)}} és la següent o k + 1 iteració de {\displaystyle \mathbf {x} }. La fórmula basada en elements és així:
{\displaystyle x_{i}^{(k+1)}={\frac {1}{a_{ii}}}\left(b_{i}-\sum _{j\neq i}a_{ij}x_{j}^{(k)}\right),\quad i=1,2,\ldots ,n.}
El còmput de {\displaystyle x_{i}^{(k+1)}} requereix cada element de x (k) excepte ell mateix. A diferència del mètode Gauss–Seidel, no podem sobreescriure {\displaystyle x_{i}^{(k)}} amb {\displaystyle x_{i}^{(k+1)}}, ja que aquest valor serà necessari per a la resta del càlcul. La quantitat mínima d'emmagatzematge és de dos vectors de mida n.